# Sachiko Fukunaka
Sachiko Fukunaka (福中佐知子, Fukunaka Sachiko), née le 5 avril 1946 dans la préfecture de Chiba (Japon), est une ancienne joueuse japonaise de volley-ball.
Elle est médaillée d'argent aux Jeux de 1968.

## Carrière
Yukiyo Kojima remporte la médaille d'argent du tournoi féminin aux Jeux olympiques d'été de 1968, perdant en finale face aux Soviétiques.

## Palmarès

### Équipe nationale
- Jeux olympiques
  -  1968 à Mexico.

### En club
- Tournoi de Kurowashiki[3]
  - Vainqueur : 1968.